# Günzel VI van Schwerin
Günzel VI van Schwerin ook bekend als Gunzelin VI (overleden tussen 3 mei en 7 augustus 1327) was van 1323 tot 1327 graaf van Schwerin-Wittenburg.

## Levensloop
Günzel VI was de zoon van graaf Niklot I van Schwerin en diens eerste gemalin Elisabeth van Holstein-Kiel, dochter van graaf Johan I van Holstein-Kiel. Hij ging in de geestelijke stand en was van 1305 tot 1312 cantor van de dom van Schwerin. In 1312 verliet hij de geestelijke stand.
In 1323 volgde Günzel VI samen met zijn jongere halfbroer Nicolaas II zijn vader op als graaf van Schwerin-Wittenburg. Hij bleef dit tot aan zijn dood in 1327.

## Huwelijk en nakomelingen
Günzel VI was gehuwd met Richardis van Tecklenburg, dochter van graaf Otto IV van Tecklenburg. Ze kregen volgende kinderen:
- Otto (overleden in 1356), graaf van Schwerin-Wittenburg (1328-1344) en graaf van Schwerin (vanaf 1344)
- Nicolaas I (overleden in 1367), graaf van Tecklenburg en van 1356 tot 1358 de laatste graaf van Schwerin
- Mechtildis (overleden na 1378), huwde met graaf Johan IV van Gützkow
- Beata (overleden voor 1340), huwde in 1334 met hertog Albrecht IV van Saksen-Lauenburg
- Richardis (overleden voor 1386), huwde met hertog Waldemar V van Sleeswijk